# سمنر (جورجيا)
سمنر (بالإنجليزية: Sumner, Georgia)‏ هي بلدة تقع في مقاطعة وورث، جورجيا بولاية جورجيا في الولايات المتحدة. تبلغ مساحتها 2.8 (كم²)، وترتفع عن سطح البحر 115 م، بلغ عدد سكانها 309 نسمة في عام 2000 حسب إحصاء مكتب تعداد الولايات المتحدة وتصل الكثافة السكانية فيها 110.4 نسمة/كم2.

## وصلات خارجية
- The US50 - Cities and Towns in Georgia State
- Georgia Cities and Towns, Facts, Map, Flag, Colleges, Government, and More